# Ruda Łańcucka (gromada)
Ruda Łańcucka – dawna gromada, czyli najmniejsza jednostka podziału terytorialnego Polskiej Rzeczypospolitej Ludowej w latach 1954–1972.
Gromady, z gromadzkimi radami narodowymi (GRN) jako organami władzy najniższego stopnia na wsi, funkcjonowały od reformy reorganizującej administrację wiejską przeprowadzonej jesienią 1954 do momentu ich zniesienia z dniem 1 stycznia 1973, tym samym wypierając organizację gminną w latach 1954–1972.
Gromadę Ruda Łańcucka z siedzibą GRN w Rudzie Łańcuckiej utworzono – jako jedną z 8759 gromad na obszarze Polski – w powiecie łańcuckim w woj. rzeszowskim na mocy uchwały nr 27/54 WRN w Rzeszowie z dnia 5 października 1954. W skład jednostki weszły obszary dotychczasowych gromad Ruda Łańcucka, Łukowa i Sarzyna ze zniesionej gminy Ruda Łańcucka w tymże powiecie. Dla gromady ustalono 27 członków gromadzkiej rady narodowej.
1 stycznia 1956 gromada weszła w skład nowo utworzonego powiatu leżajskiego w tymże województwie. Tego samego dnia z gromady Ruda Łańcucka wyłączono miejscowość Sarzyna Osiedle, tworząc z niej osiedle Sarzyna w tymże (leżajskim) powiecie.
31 grudnia 1961 do gromady Ruda Łańcucka włączono wieś Jelna ze zniesionej gromady Jelna w tymże powiecie.
Gromada przetrwała do końca 1972 roku, czyli do kolejnej reformy gminnej. 1 stycznia 1973 – tym razem w powiecie leżajskim – reaktywowano gminę Ruda Łańcucka.